# Conilhac-Corbières
Conilhac-Corbières è un comune francese di 874 abitanti situato nel dipartimento dell'Aude nella regione dell'Occitania.

## Società

### Evoluzione demografica
Abitanti censiti